# Benedict Gross
Pour les articles homonymes, voir Gross.
Benedict Hyman Gross, né le 22 juin 1950 à South Orange (États-Unis), est un mathématicien américain.
Il est connu pour ses travaux en théorie des nombres, en particulier le théorème de Gross–Zagier (en) (ou point de Heegner) sur les fonctions L des courbes elliptiques, qu'il a étudié avec Don Zagier.

## Carrière professionnelle
En 1971, il est diplômé de l'université Harvard. Il est ensuite allé à l'université d'Oxford, avant de retourner à Harvard en 1978 pour terminer son doctorat, avec John Tate pour directeur de thèse.
Après avoir occupé des postes d'enseignant à l'université de Princeton et l'université Brown, Gross est devenu un professeur titulaire à Harvard en 1985 et est resté là depuis, en tant que doyen de l'université Harvard entre 2003 et 2007. Il a été élu membre de l'Académie américaine des arts et des sciences en 1992 et de l'Académie nationale des sciences en 2004.
Benedict Gross était le consultant en mathématiques du film des années 1980 C'est ma chance, qui contient la fameuse scène dans laquelle Jill Clayburgh prouve le lemme du serpent.

## Distinctions et honneurs
Gross, Zagier et Dorian M. Goldfeld ont remporté le prix Cole de l'American Mathematical Society en 1987 pour leurs travaux sur le théorème de Gross–Zagier. En 2012, il entre à l'American Mathematical Society.